# Redactiestatuut
Een redactiestatuut geldt als referentiekader voor de vastlegging van de positie van hoofdredactie en redactie binnen de geschreven media. 
Zo staat er duidelijk omschreven wat het doel, de beginselen, uitgangspunten, organen en verhouding directie-redactie is. Alswel afspraken rondom redactiebudget, structuurwijzigingen, eventuele conflicten, personeelsbeleid en persoonlijke verantwoordelijkheid.